# Poa sublanata
Poa sublanata är en gräsart som beskrevs av Viktor Vladimirovich Reverdatto. Poa sublanata ingår i släktet gröen, och familjen gräs. Inga underarter finns listade i Catalogue of Life.